# Polydora glycymerica
Polydora glycymerica är en ringmaskart som beskrevs av Radashevsky 1993. Polydora glycymerica ingår i släktet Polydora och familjen Spionidae. Inga underarter finns listade i Catalogue of Life.